# Poznaňské velkovévodství
Poznaňské velkovévodství (německy Großherzogtum Posen; polsky Wielkie Księstwo Poznańskie) byl státní útvar existující v letech 1815 až 1848. Velkovévodství nebylo samostatné, bylo spojeno reálnou unií s Pruskem, které mu oficiálně zaručovalo autonomii, ale ta byla ve skutečnosti silně omezována.

## Historie
V roce 1815 Vídeňský kongres rozhodl, že Varšavské knížectví bude rozděleno na polonezávislé Kongresové Polsko (spojeno reálnou unií s Ruskem), město Krakov, spravované Pruskem, Rakouskem a Ruskem, a na Poznaňské velkovévodství, autonomně spojené s Pruskem. Ve velkovévodství vládl pruský král. K Prusku bylo připojeno v důsledku revoluce v roce 1848, v rámci pruského státu vytvořilo provincii Posen.